# Justicia adscendens
Justicia adscendens är en akantusväxtart. Justicia adscendens ingår i släktet Justicia och familjen akantusväxter.

## Underarter
Arten delas in i följande underarter:
- J. a. adscendens
- J. a. dallachyi
- J. a. glaucoviolacea
- J. a. clementii
- J. a. hispida
- J. a. juncea
- J. a. largiflorens
- J. a. latifolia
- J. a. pogonanthera